# Mong Kok East
Mong Kok East (chiński: 旺角東, dawniej Yaumati i Mong Kok) – jedna ze stacji MTR, systemu szybkiej kolei w Hongkongu, na East Rail Line.
Stacja ta znajduje się w Mong Kok i jest połączona z dużym centrum handlowym Grand Century Place.
Stacja została otwarta 1 października 1910 pod nazwą Yaumati.